# Tumidella tumida
Tumidella, monotipski rod zelenih algi jedini u porodici Tumidellaceae, dio reda Sphaeropleales. Jedina vrsta je terestrijalna alga T. tumida. Tipski loklitet je pustinja Namib u Namibiji.